# 桃園市立同德國民中學
桃園市立同德國民中學，簡稱同德國中，位於台灣桃園市桃園區南平路487號，2003年正式招收學生。

## 歷史沿革
2000年：8月1日於文昌國中辦公室成立桃園縣立同德國民中學籌備處。2003年：成立桃園縣立同德國民中學。2014年12月25日，因應桃園縣升格改制為直轄市，更名為桃園市立同德國民中學。

## 歷任校長
| 任期 | 姓名       | 任職日期  | 離職日期  | 備註                                           |
| ---- | ---------- | --------- | --------- | ---------------------------------------------- |
| 1    | 劉文韻女士 | 2003年8月 | 2010年9月 | 原桃園縣立大園國民中學總務主任升任，任內退休。 |
| 2    | 曾素鳳女士 | 2011年8月 | 2015年7月 | 原桃園縣立大溪國民中學校長轉任，任滿退休。     |
| 3    | 吳清明先生 | 2015年8月 | 2023年7月 | 原桃園市立大竹國民中學校長轉任，屆齡退休。     |
| 4    | 何信璋先生 | 2023年8月 | 現任      | 原桃園市立光明國民中學校長轉任。               |

## 外部連結
- 桃園市立同德國民中學（页面存档备份，存于）
- .   [2018-06-18]. （原始内容存档于2018-06-16）.